# 天狗一
HD 73634，即船帆座e（e Velorum），又名CD-42 4451，SAO 220204、HR 3426，是一颗船帆座的恒星，视星等为4.14，位于銀經262.05，銀緯-1.14，其B1900.0坐标为赤經8h 34m 7.6s，赤緯-42° -1.14′ 21″。